# Río Grande de Arecibo
Río Grande de Arecibo – rzeka w centralno-zachodniej części Portoryko. Jej źródło znajduje się w paśmie Kordyliery Środkowej, na wschód od góry Guilarte. Ma około 40 mil (64 km) długości. Płynie w kierunku północno-wschodnim przez region uprawy kawy, a następnie spływa przez północną równinę przybrzeżną. Uchodzi do Oceanu Atlantyckiego na wschód od portu Arecibo. Na północnym skraju podnóża Kordyliery Środkowej, rzeka jest spiętrzona przez zaporę wodną i system zbiorników Dos Bocas, który jest połączony z jeszcze większą elektrownią wodną Caonillas na rzece Caonillas, dopływie Arecibo. Zlewnia rzeki o powierzchni 189 mila kwadratowa (490 km2) charakteryzuje się stromymi górami i związanym z nimi szybkim spływem wód opadowych, w wyniku czego dochodziło do poważnych powodzi spowodowanych przez wylanie rzeki podczas huraganów, burz tropikalnych oraz frontów atmosferycznych.